# My Generation (píseň)
„My Generation“ je skladba britské rockové skupiny The Who, která se stala hitem a jednou z jejich nejznámějších písní. V roce 2004 ji časopis Rolling Stone zařadil na jedenácté místo svého seznamu pětiset nejlepších písní všech dob a televizní kanál VH1 jí v svém seznamu stovky nejlepších rokenrolových skladeb udělil třináctou pozici. Televizní kanál VH1 jí v roce 2009 dal i 37. pozici mezi nejlepšími hardrockovýcmi skladbami. Píseň patří i k vyvoleným mezi „500 skladbeb, které formovaly rock and roll“, seznamu, který sestavila komise Rock and Roll Hall of Fame. Skladba je díky svému „uměleckému historickému významu“ také uvedena do síně slávy Grammy (Grammy Hall of Fame).

## Historie
Skladba vyšla jako singl dne 5. listopadu 1965 a dosáhla v britských singlových žebříčcích druhou příčku. Byla to nejvyšší pozice, kterou singl od kapely The Who ve Spojeném království dosáhl. Ve Spojených státech amerických se singl dostal v době svého vydání na 74. pozici. Skladba „My Generation“ vyšla v roce 1965 i na debutovém studiovém albu kapely My Generation (ve Spojených státech jako The Who Sings My Generation) a v roce 1970 i v rozšířené verzi na koncertním albu Live at Leeds. Další verze této písně, která byla původně nahrána v roce 1966 pro EP Ready Steady Who! vyšla nakonec až v roce 1995 na remasterované verzi alba A Quick One.
Kytarista Pete Townshend údajně píseň psal ve vlaku a říkává, že ho inspirovala Elizabeth Bowes-Lyon, která jednou dala ze čtvrti Belgravia odtáhnout pohřební vůz Packard z roku 1935. Údajně se při každodenní cestě kolem při pohledu na toto auto urazila. Jako další důležitou inspiraci pro tuto skladbu udává Towshend bluesovou klasiku „Young Man Blues“ od Mose Allisona, hovoří o tom, že bez Mose by „My Generation“ neexistovala. Pro časopis Rolling Stone v roce 1985 poznamenal, že píseň „My Generation“ byla hlavně o snaze najít si místo ve společnosti.
Pravděpodobně nejvýraznějším prvkem skladby je její text výrazně drze projevující postoj rebelující mládeže. Svým projevem nahrávka sama o sobě má nárok být uznávána za předka punkrockového hnutí. Posměšně Rogerem Daltreyem zpívaný populární úryvek textu „I hope I die before I get old“ patří mezi nejvíce citované nebo odepisované texty v rockové historii.
Podobně jakož i v dalších skladbách z rané tvorby kapely The Who, které jsou v souladu se stylem subkultury Mods, má píseň zcela jasné vlivy z amerického R&B, hlavně ve způsobu přednesu veršů způsobem zvolání a odpovědi. Je to uděláno krátkým zvoláním verše, který zazpívá Daltrey a vokalisté, kteří v podání Towshenda (nízký hlas) a Entwistla (vysoký hlas) odpoví refrénem „Talkin' 'bout my generation“.
Melodie zpěvu písně „My Generation“ je příkladem modální ohraničené interpretace původně afroamerického způsobu nazvaného shout-and-fall. Jako příklad se pro tento styl uvádí bluesově rock ann rollová skladba „Shake, Rattle and Roll“ v podání Big Joe Turnera. Systém zavolání a odpovědi je vícekrát odražen instrumentálním předělem zdůrazněným sólovou kytarou v podání Petera Townshenda s výraznou Entwistleovou basovou kytarou. Dalším charakteristickým prvkem interpretace skladby je přidáno Daltreyovo zlostné a frustrované koktání. Na tuto zvláštnost je předloženo několik historek. Jedna hovoří o tom, že původně byla píseň pomalou mluvenou bluesovou kompozicí bez koktání. V sedmdesátých letech byla hrána i tímto stylem ale s koktáním pod názvem „My Generation Blues“. Nápad s koktáním přišel po inspiraci skladbou „Stuttering Blues“ od bluesmena Johna Lee Hookera.
V pozdějších letech tuto píseň hrála při svých koncertech například americká zpěvačka Patti Smith; koncertní nahrávka její verze vyšla později na reedici jejího alba Horses, přičemž na baskytaru zde hostoval velšský hudebník John Cale.